# فریده عثمان
فریده عثمان (زادهٔ ۱۸ ژانویهٔ ۱۹۹۵) شناگر اهل مصر است.